# E821
E821 eller Europaväg 821 är en europaväg som går mellan Rom och San Cesareo i Italien. Längd 20 km. Den är troligen den kortaste europavägen av alla.

## Sträckning
Rom- San Cesareo

## Standard
Vägen är motorväg hela sträckan, och kallas som italiensk motorväg A1 Diramazione Sud.

## Anslutningar till andra europavägar
- E80
- E45